# 阿巴赫河
51°28′9″N 7°40′55″E / 51.46917°N 7.68194°E

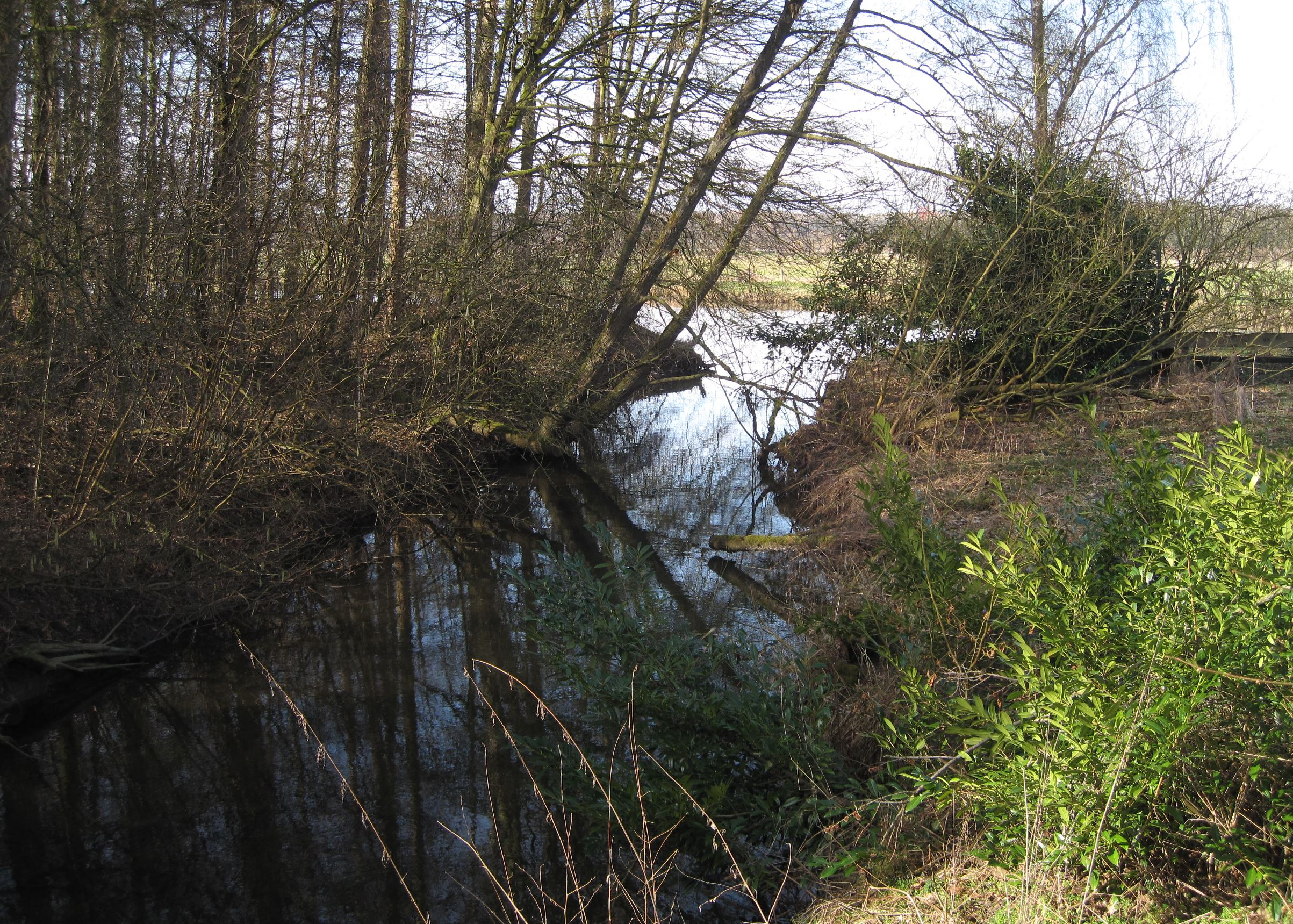

阿巴赫河（德語：Abbabach），是德國的河流，位於該國西部，處於北萊茵-威斯特法倫州，屬於魯爾河的左支流，河道全長17公里，流域面積22平方公里，發源自黑默西北面。